# 杉本有香
杉本 有香（すぎもと ゆか）は、TBSラジオ「TBS954情報キャスター」所属のキャスターだった。